# لاسییو
لاسییو (به اسپانیایی: Lucillo) یک دهستان اسپانیا است که در استان لئون، اسپانیا واقع شده است.

## خصوصیات
لاسییو ۱۶۴٫۹۱ کیلومترمربع مساحت و ۴۰۶ نفر جمعیت دارد و ۱٬۲۱۶ متر بالاتر از سطح دریا واقع شده است.